# Tephritopyrgota ferruginea
Tephritopyrgota ferruginea är en tvåvingeart som först beskrevs av Walker 1853.  Tephritopyrgota ferruginea ingår i släktet Tephritopyrgota och familjen Pyrgotidae. Inga underarter finns listade i Catalogue of Life.